# Forest Lawn Memorial Park (Glendale)
Forest Lawn Memorial Park – cmentarz w Glendale, w zespole miejskim Los Angeles-Long Beach, należący do sieci Forest Lawn Memorial-Parks & Mortuaries skupiającej cmentarze południowej Kalifornii.

## Znani i zasłużeni pochowani na tym cmentarzu
(Nagrobki w niepublicznych miejscach są oznaczone †.)
- Forrest J Ackerman, historyk i pisarz
- Art Acord, aktor
- Robert Alda, aktor
- Gracie Allen, aktorka i komediantka
- Wayne Allwine, aktor głosowy
- LaVerne Andrews, piosenkarka
- Maxene Andrews, piosenkarka
- †Theda Bara, aktorka
- L. Frank Baum, pisarz
- Warner Baxter, aktor
- Wallace Beery, aktor
- J. Stuart Blackton, filmowiec
- Joan Blondell, aktorka
- †Humphrey Bogart, aktor
- Frank Borzage, aktor, reżyser
- †Clara Bow, aktorka
- Rand Brooks, aktor
- Clarence Brown, reżyser
- George Burns, aktor i komik
- William Castle, reżyser
- †Nat King Cole, piosenkarz
- †Sam Cooke, piosenkarz
- Donald Crisp, aktor
- George Cukor, reżyser
- Edward S. Curtis, fotograf
- Michael Curtiz, reżyser
- Dan Dailey, aktor
- Dorothy Dandridge, aktorka i piosenkarka
- William H. Daniels, operator
- Jane Darwell, aktorka
- †Sammy Davis Jr., aktor i piosenkarz
- Georges Delerue, kompozytor
- William Demarest, aktor
- Ronnie James Dio, piosenkarz
- Elias Disney ojciec Walta Disneya
- Walt Disney, założyciel The Walt Disney Company
- Theodore Dreiser, pisarz
- Louise Dresser, aktorka
- †Marie Dressler, aktorka
- Douglas Fairbanks (przeniesiony na Hollywood Forever Cemetery w 1941)
- Errol Flynn, aktor
- Rudolf Friml, kompozytor
- †Clark Gable, aktor
- †Samuel Goldwyn, producent
- Edmund Goulding, reżyser i pisarz
- †Sydney Greenstreet, aktor
- †Jean Harlow, aktorka
- Phil Hartman, aktor
- Jean Hersholt, aktor
- Józef Hofmann, pianista
- Michael Hutchence, piosenkarz
- †Michael Jackson, muzyk
- Terry Kath, muzyk
- †Alan Ladd, aktor
- Carole Landis, aktorka
- Mervyn LeRoy, reżyser i producent
- Robert Z. Leonard, reżyser
- Harold Lloyd, aktor i komik
- †Carole Lombard, aktorka
- Tom London, aktor
- Ernst Lubitsch, reżyser
- Ida Lupino, aktorka i reżyser
- †Jeanette MacDonald, aktorka i piosenkarka
- Chico Marx, aktor i komik
- Gummo Marx, agent
- Marian McCargo, aktorka
- †Victor McLaglen, aktor
- Robert Millikan, fizyk
- Vincente Minnelli, reżyser
- Tom Mix, aktor
- Antonio Moreno, aktor
- Alla Nazimova, aktorka
- Alfred Newman, kompozytor
- Merle Oberon, aktorka
- Edna May Oliver, aktorka
- Culbert Olson, gubernator
- Marija Uspienska, aktorka
- Lilli Palmer, aktorka
- †Mary Pickford, aktorka, biznesmenka
- John Qualen, aktor
- John Ritter, aktor
- Lyda Roberti, aktorka
- Wesley Ruggles, reżyser
- †David O. Selznick, producent
- †Norma Shearer, aktorka
- †Lionel Stander, aktor
- Max Steiner, kompozytor
- James Stephenson, aktor
- Jan Styka, malarz
- Art Tatum, muzyk
- †Elizabeth Taylor, aktorka
- †Irving Thalberg, producent
- Dimitri Tiomkin, kompozytor
- Spencer Tracy, aktor
- Ethel Waters, aktorka i piosenkarka
- Johnny „Guitar” Watson, muzyk rhythm & blues
- Sam Wood, reżyser, producent, pisarz, aktor
- Robert Woolsey, aktor i komik
- William Wyler, reżyser
- †Ed Wynn, aktor i komik
- James „J-Dilla” Yancey, producent hip-hop
- †Paramahansa Yogananda, guru
- †Paul Walker, aktor